# Bruno Sojka
Bruno Sojka (ur. 5 listopada 1909 w Bystrcu, zm. 30 czerwca 1951 w Šternberku) – czechosłowacki kierowca wyścigowy.

## Życiorys
Ściganie się rozpoczął w wieku 17 lat. Przed II wojną światową ścigał się samochodami typu voiturette. W 1933 roku zajął drugie miejsce w klasie w Grand Prix Czechosłowacji, natomiast w latach: 1931, 1932, 1934 i 1935 był trzeci. Ponadto w 1934 roku zajął drugie miejsce w Grand Prix des Frontières. Od 1932 roku współpracował z Florianem Schmidtem, w wyniku czego ścigał się Bugatti T51A. W 1949 roku został fabrycznym kierowcą Tatry w Formule 2. Był dziewiąty w rozgrywanym według przepisów Formuły 1 Grand Prix Czechosłowacji 1949. Zginął w 1951 roku na skutek obrażeń doznanych w wypadku podczas treningu przed wyścigiem Ecce Homo.